# Didi Gregorius
Mariekson Julius "Didi" Gregorius (OON (18 de febrero de 1990) es un beisbolista profesional Neerlandés que se desempeñó en la posición shortstop y actualmente es jugador de Algodoneros de Unión Laguna en la LMB. Fue jugador de Grandes Ligas de Béisbol (MLB) con los Rojos de Cincinnati, Arizona Diamondbacks, New York Yankees y  Phillies de Filadelfia.
Gregorius, quien se quedó sin equipo al finalizar la temporada 2022 de las Grandes Ligas, pues ya no renovó con los Phillies de Filadelfia, ahora portará los colores de Algodoneros de Unión Laguna para lo que resta de la campaña 2023 de la LMB, se estrenó el sábado 6 de mayo de 2023 con su primer cuadrangular de la campaña en la LMB.

## Vida familiar y temprana
Gregorius Nació en Ámsterdam en Países Bajos, el 18 de febrero de 1990, hijo de Johannes Gregorius, Sr. Y Sheritsa Stroop. En el tiempo, Johannes pitched para los Piratas de Ámsterdam en Honkbal Hoofdklasse y trabajados como carpintero.. Su hermano mayor, Johannes Jr., lanzó profesionalmente en Honkbal Hoofdklasse y para la Liga de Béisbol italiana y más recientemente jugó como un infielder en Curaçao. Su abuelo paterno, Antonio fue uno de los más grandes lanzadores del Curaçaoan a mediados de siglo XX.
Gregorius empezó a jugar béisbol en los Países Bajos antes de mudarse a Curazao a la edad de cinco años. Él fútbol jugó también y baloncesto en su juventud. Gregorius, su padre y su hermano todo pasa de largo el apodo "Didi". Empiece utilizar el nombre en los Estados Unidos cuando los compañeros de equipo no podían pronunciar "Mariekson." Habla cuatro lenguas: holandés, Papiamentu, inglés y español.

## Carrera profesional

### Cincinnati Rojos
Gregorius Era primero descubierto por un Cincinnati Rojos scout asignados al Netherlands mientras juegue en un debajo-18 torneo en El Hague en 2006. Gregorius Firmó con los Rojos como un agente libre amateur en 2007. Escoja firmar con los Rojos más que la Seattle Mariners o San Diego Padres porque los Rojos eran dispuestos de traerle a los Estados Unidos, mientras San Diego y Seattle previstos de empezar Gregorius' carrera en cualquier el Verano Dominicano Liga o la Liga de Verano venezolana. Haga su debut profesional con los Rojos de Costa del Golfo del Rookie-Liga de Costa de Golfo de nivel en 2008, jugando en 31 juegos y grabando un .155 media de bateo en 109 aspectos de plato. El año que viene, los Rojos asignaron Gregorius al Billings Mustangs del Rookie-Liga de Pionero del nivel, donde él batted .314 en 255 aspectos de plato. Los Rojos promovieron Gregorius al Sarasota Rojos de la Clase Un-Adelantó Florida Liga Estatal, donde tenga un .254 media en 74 aspectos de plato. Gregorius Jugó para el Dayton Dragones de la Clase Un Midwest Liga en 2010, donde él batted .273.
En 2011, Gregorius perdió los primeros dos meses de la estación después de que este fue diagnosticado con un desorden de riñón. Fue asignado al Bakersfield Blaze de la Clase Un-Adelantó Liga de California, y estuvo promovido a la Carolina Mudcats de la Clase AA Liga Del sur. Combinado, él batted .289 con siete carreras de casa y 44 carreras batted en (RBIs) en 89 juegos jugaron. Después de la estación, los Rojos añadieron Gregorius a su 40 hombre roster para protegerle de ser seleccionado en la Regla 5 borrador. Gregorius Jugó para la Caballería de Camberra en el 2010@–11 Béisbol australiano estación de Liga. En 36 juegos, él batted .189. Esté otorgado Guante Dorado para el 2010@–11 Béisbol australiano estación de Liga.
Gregorius Empezó la 2012 estación con el Pensacola Azul Wahoos, los Rojos' nuevos afiliar en la Liga Del sur, donde tenga un .278 media de bateo en 81 juegos. Los Rojos le promovieron al Louisville Murciélagos de la Clase AAA Liga Internacional, donde él batted .243 en 48 juegos. El 1 de septiembre de 2012, los Rojos promovieron Gregorius a las ligas importantes como llamada de septiembre-arriba. Gregorius Hizo su debut de liga importante en septiembre 5. Juegue en ocho juegos para los Rojos, y grabó seis golpes en 20 en-murciélagos (.300). Después de la estación, los Rojos asignaron Gregorius para jugar en la Liga de Caída de la Arizona.

### Arizona Diamondbacks

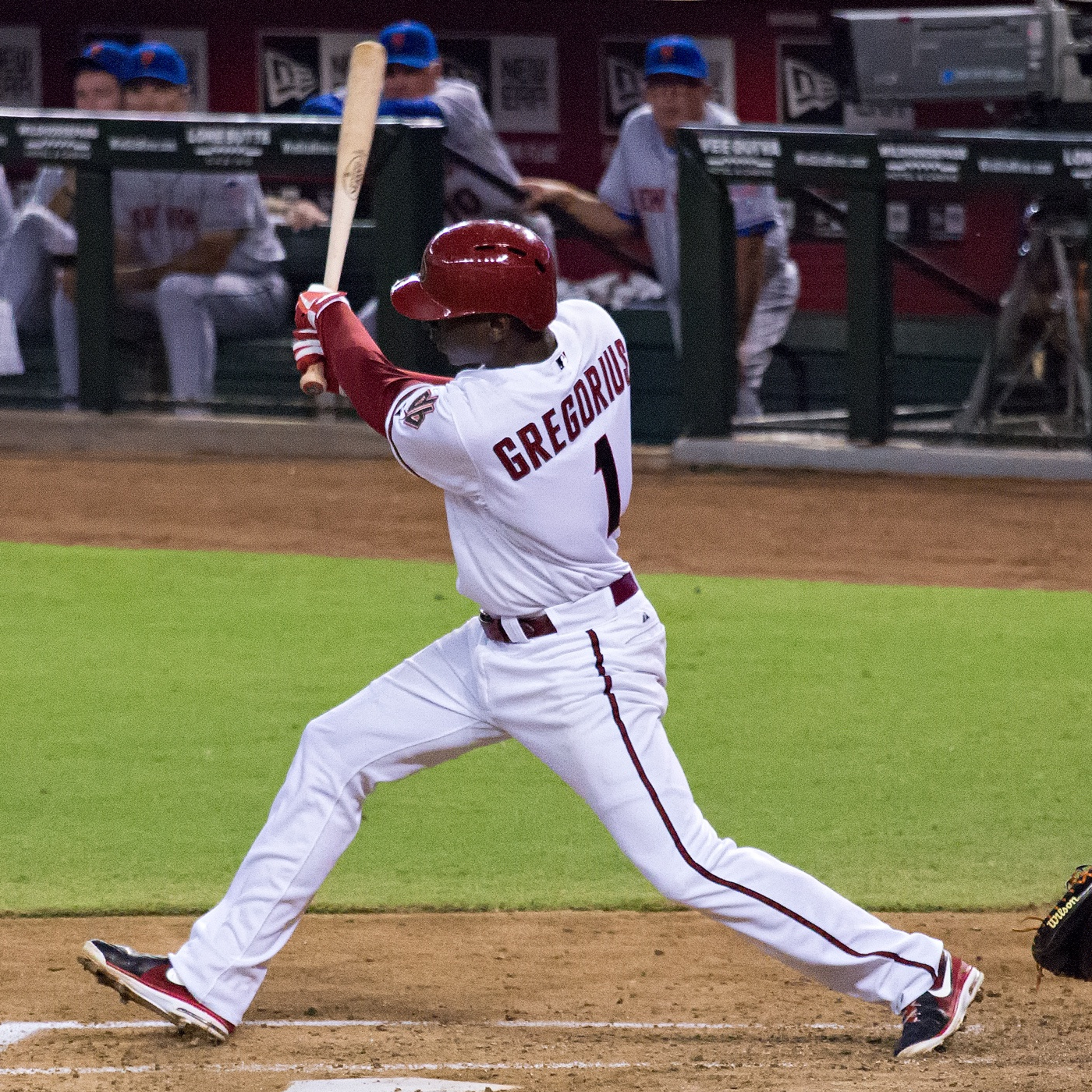
Gregorius Bateo para la Arizona Diamondbacks el 9 de agosto de 2013

Cuando Gregorius estuvo bloqueado en los Rojos por empezar shortstop Zack Cozart, los Rojos comerciaron Gregorius a la Arizona Diamondbacks tan parte de un tres comercio de equipo que también implicó el Cleveland indios después de la 2012 estación. Los Rojos enviaron Gregorius a Cleveland junto con Drew Stubbs en intercambio para Shin-Soo Choo y Jason Donald. Los indios entonces comerciaron Gregorius a Arizona con reliever Tony Sipp y infielder Lars Anderson para pitchers Trevor Bauer, Bryan Shaw, y Mate Albers.
Gregorius Empezó la 2013 estación en las ligas menores. Esté promovido al Diamondbacks en abril 18, debido a un daño a empezar segundo baseman Aaron Cerro. En su primer juego con el Diamondbacks, Gregorius pegó su primera casa de carrera corrida fuera de Phil Hughes en el primer campo de su primer en-murciélago. En abril 27, esté pegado en el casco de bateo por un 93-milla-por-hora (150 km/h) fastball echado por Josh Outman, el cual causó un suave concussion. Esté colocado en el siete-día lista discapacitada para concussions, y regresado al Diamondbacks' lineup la semana que viene. Gregorius batted .252 en 103 juegos para el Diamondbacks, pero empezó para perder jugando tiempo más tarde en la estación debido a sus luchas contra zurdos pitching; él batted .200 con un .267 encima-porcentaje de base contra izquierdo-handers.
En salta entrenar en 2014, Gregorius compitió para el empezando shortstop función con Chris Owings, una perspectiva en el Diamondbacks' organización. El Diamondbacks nombró Owings su empezando shortstop para Día De apertura, y envió Gregorius al Reno Ases del PCL. El 19 de abril de 2014, Gregorius pegó tres casa corre cuál dio los Ases un 10-7 gana sobre el Las Vega 51s. En junio, el Diamondbacks promovió Gregorius después de un daño a copia de seguridad infielder Acantilado Pennington, y parta jugar tiempo con Owings.

### Yanquis de Nueva York
Necesitando adquirir un shortstop para reemplazar al retirado Derek Jeter, los yanquis de Nueva York adquirieron Gregorius en un comercio de tres equipos el 5 de diciembre de 2014, en qué los yanquis enviaron Shane Greene a los Tigres de Detroit y los Tigres enviaron Robbie Ray y Domingo Leyba al Diamondbacks. Con los yanquis, Gregorius ha devenido sabido para sus "tweets de victoria", en qué destaca jugadores' rendimientos que la ventaja ayudada a unas yanquis gana encima Twitter que utiliza emojis coded para cada teammate.

#### 2015
Gregorius luchó en april y mayo, bateo .222 y cometiendo seis errores defensivos. Por el principio de August, aumente su media de bateo a .260 y devenía más compatible en el campo. El 27 de julio de 2015, vaya 3-para-4 con una carrera de casa y, una carrera alto, 4 RBIs. El día siguiente, julio 28, tenga cuatro golpes, tres RBIs, y dos carreras en un juego contra el Texas Rangers. En agosto 28, vaya 4 para 5 con una carrera de casa y una carrera-alto 6 RBIs. Gregorius Estuvo nombrado un finalista para la Liga americana Rawlings Premio de Guante del Oro en shortstop, pero perdido a Alcides Escobar de la Ciudad de Kansas Royals. Gregorius Jugó en 155 juegos en 2015, pegando una carrera-alto 9 carreras de casa con 56 RBIs y un .265 media.

#### 2016
Gregorius Pegó un paseo-fuera dos-corrido en casa corrido el 29 de junio de 2016 a gorra un seis-retorno corrido en los yanquis' 9-7 victoria sobre el Texas Rangers, quien vino al juego con el registro mejor del AL en 51-27. Gregorius Era más exitoso contra zurdo pitchers que diestro unos. En 153 juegos de 2016, Gregorius batted .276 con 20 carreras de casa y 70 RBIs. Gregorius Tuvo carrera highs en golpes (155), pliega (32), carreras de casa (20), y RBIs (70).

#### 2017
Gregorius Perdió Abrir Día debido al daño de hombro padezca durante su tiempo en el Béisbol Mundial Clásico, y no regresaría hasta que al menos abril tardío o mayo temprano. En abril 21, esté enviado a Alto-Un Tampa para un rehab asignación. En abril 28, los yanquis activaron Gregorius del DL y él hicieron su debut de estación que noche contra la Baltimore Orioles. Pegue un doble en su primer en-murciélago y también recogió un RBI solo como los yanquis derrotados el Orioles 14-11 en extras innings. Encima junio 10, Gregorius recogió su 500.ª liga importante golpe. Encima junio 21, Gregorius pegó la 50.ª casa corrida de su carrera. Gregorius Estuvo nombrado como candidato de Voto Final para el 2017 MLB Todo-Juego de Estrella. De julio 23 a julio 26, Gregorius pegó una casa corrida en tres juegos consecutivos. En septiembre 20, rompa el todo-registro de tiempo para la mayoría de carreras de casa en una estación por un yanqui shortstop. A pesar de desaparecido el primer mes, Gregorius acabó la estación regular con carrera highs en media de bateo (.287), carreras de casa (25), y RBIs (87).
En la 2017 Liga americana Juego de Tarjeta Salvaje, Gregorius pegó un tres-corrido en casa corrido aquello ligó el juego. En la 2017 Liga americana Serie de División, pegue dos carreras de casa fuera de Corey Kluber en el juego de decidir. Es el segundo yanqui para pegar dos carreras de casa en un ganador-tomar-todo juego.

## Carrera internacional
Gregorius Jugó para el equipo de béisbol nacional holandés en el 2011 Béisbol Taza Mundial. Después de batir Cuba en la final, los miembros del equipo estuvieron otorgados el Orden de Naranjas-Nassau, 5.ª clase (Caballero) en lieu de dinero de premio. Gregorius Utiliza el Señor de nombre Didi Gregorius como su mango de Twitter.
Gregorius Estiró el ulnar ligamento colateral en el codo de su brazo de echar mientras preparando para el 2013 Béisbol Mundial Clásico, el cual le impidió de competir en aquel torneo. Él también jugado para Equipo Netherlands en el 2017 Béisbol Mundial Clásico, pero un daño de hombro le forzó fuera de él. El daño también le mantuvo fuera del yanqui lineup para las primeras tres semanas de la 2017 estación regular.